# Paszport europejski
Paszport europejski – paszport potwierdzający tożsamość obywatela jednego z państw Unii Europejskiej oraz posiadanie przez jego posiadacza obywatelstwa jednego z tych państw.
Na posiedzeniu w Rzymie 1 grudnia 1985 roku Rada Europejska wprowadziła wzór paszportu, jednakowy dla wszystkich państw członkowskich i zastępujący wzory paszportów dotychczas używane wydawane przez poszczególne kraje.
Dokument ten ma okładkę w kolorze burgundzkiego wina, na niej znajduje się napis „Unia Europejska” oraz nazwa państwa, którego obywatelem jest posiadacz paszportu.

## Galeria okładek paszportów państw Unii Europejskiej

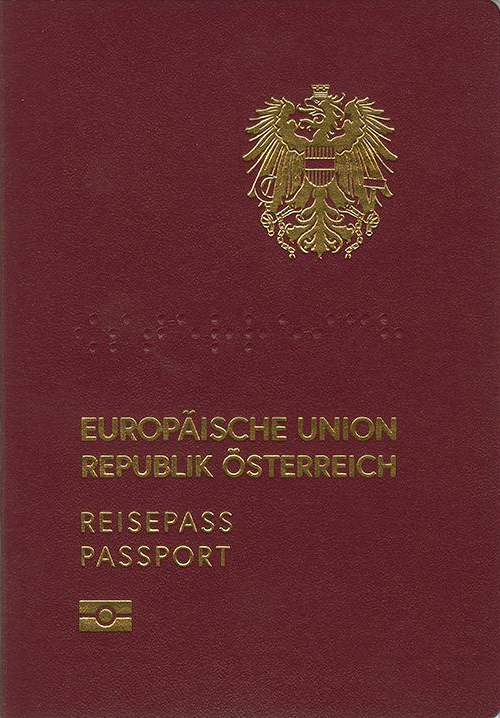
Austria
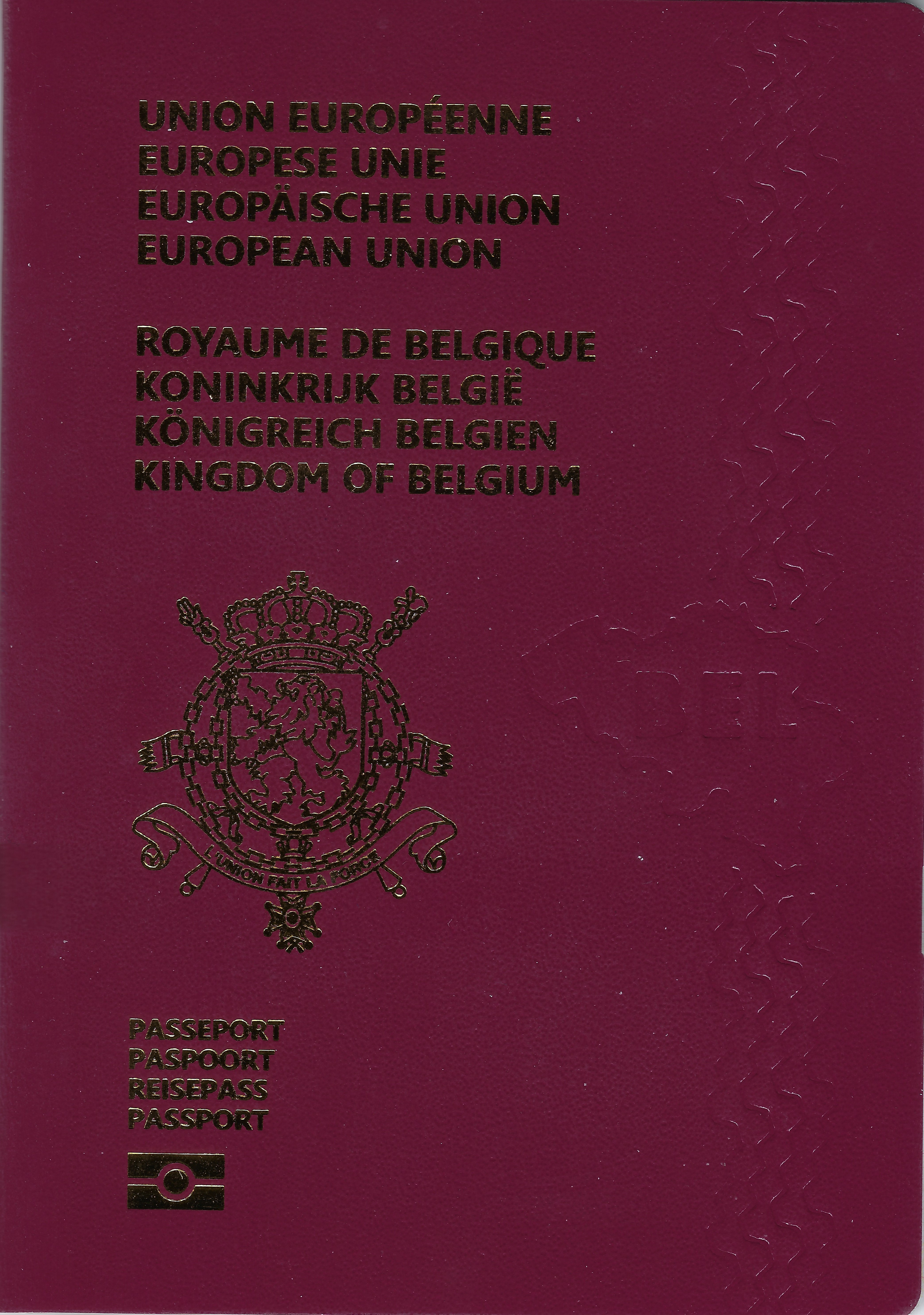
Belgia
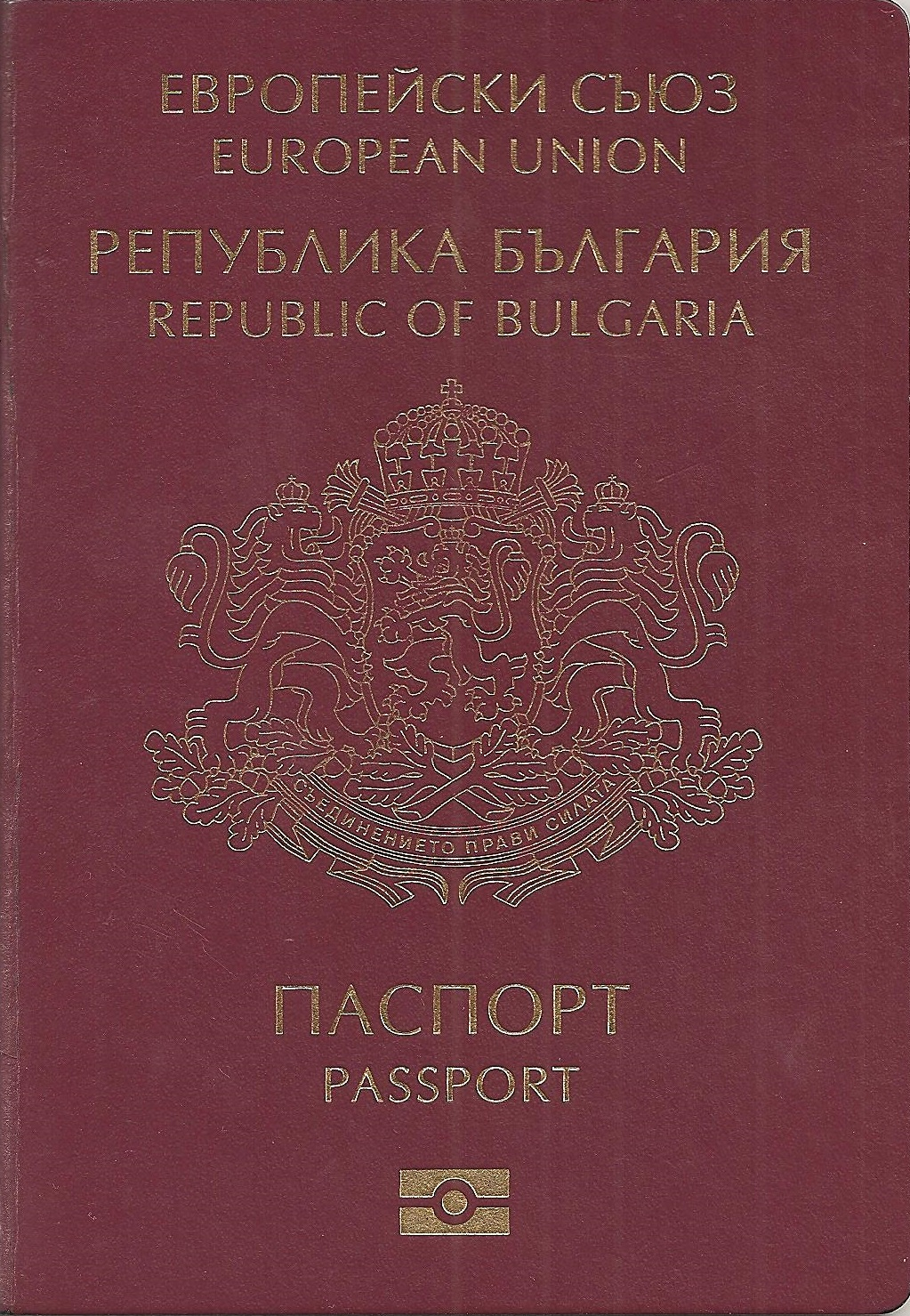
Bułgaria
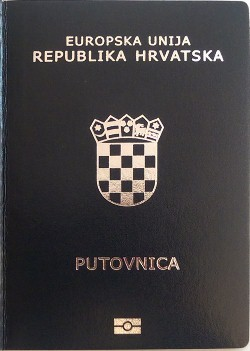
Chorwacja
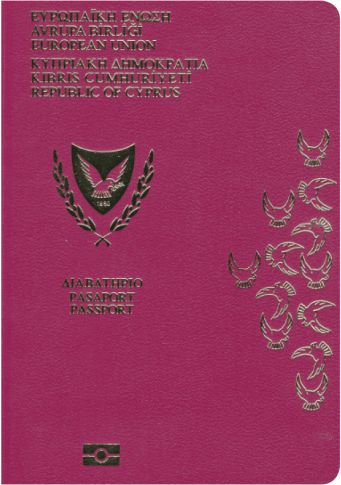
Cypr
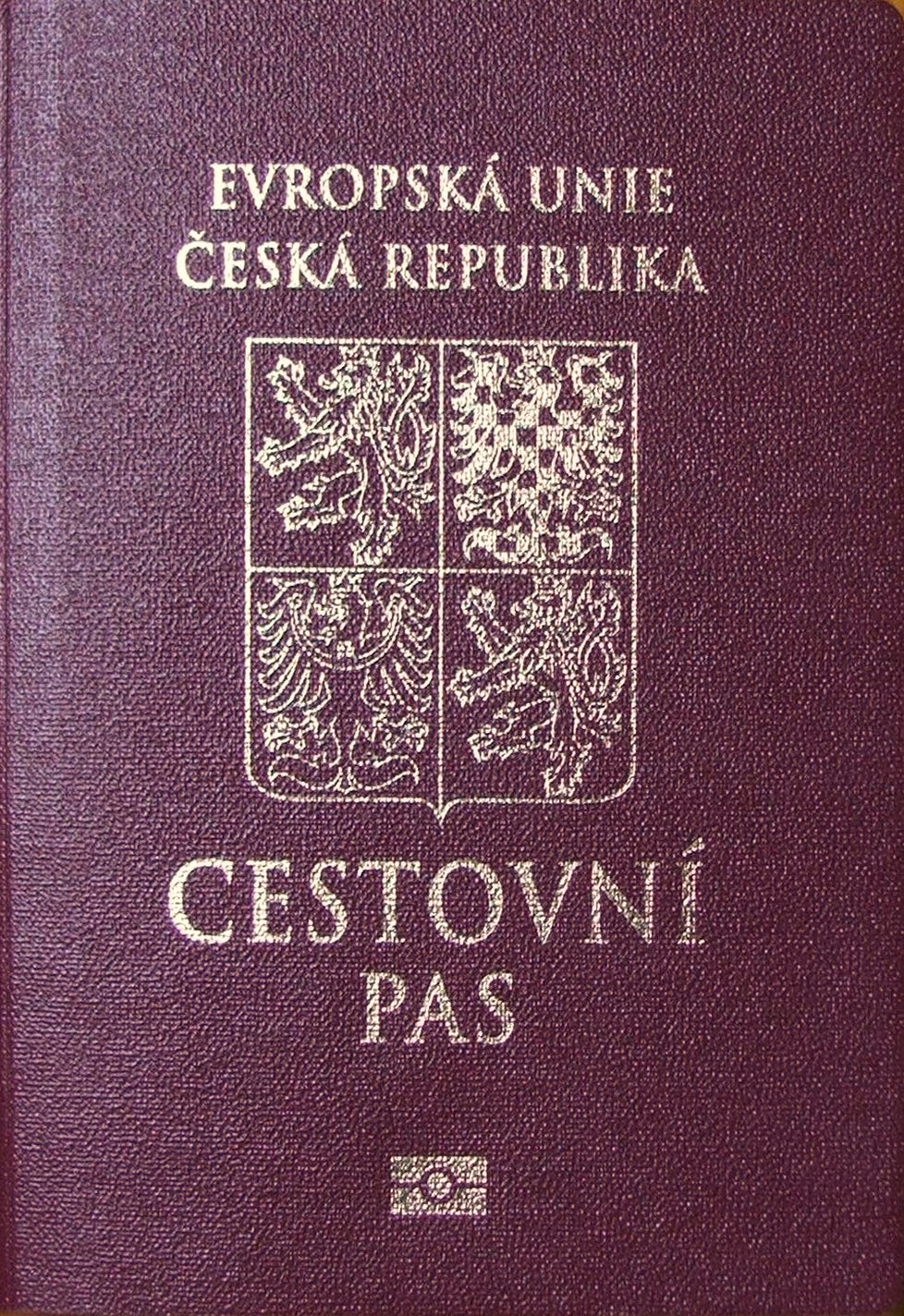
Czechy
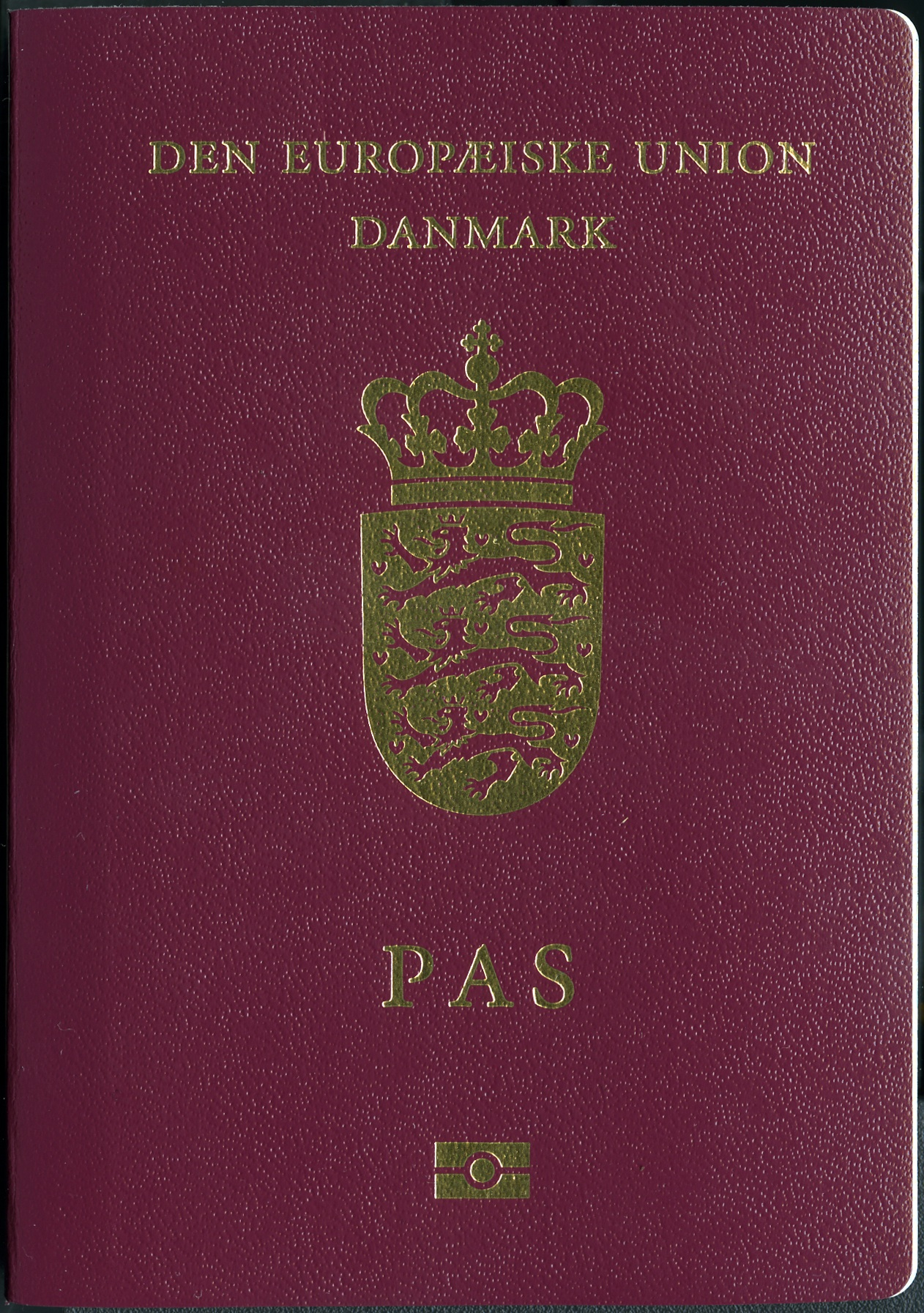
Dania
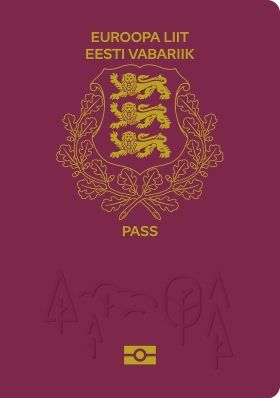
Estonia
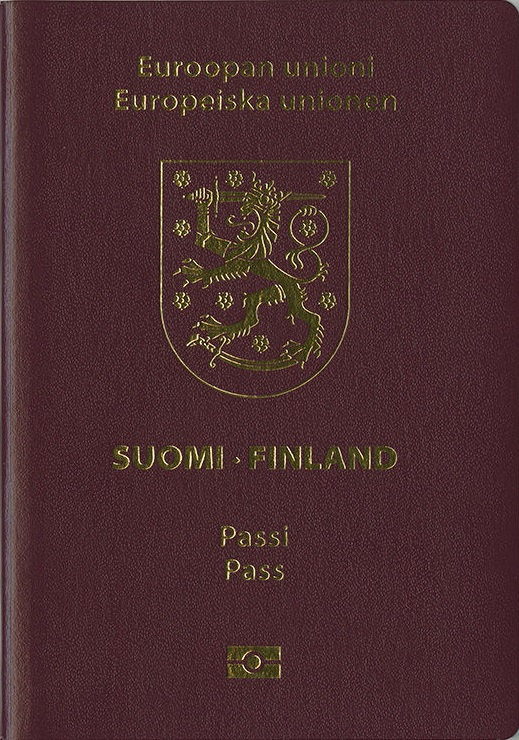
Finlandia
Francja
Grecja
Hiszpania
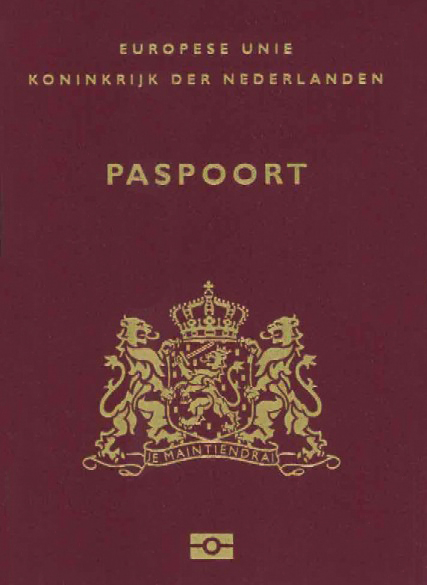
Holandia
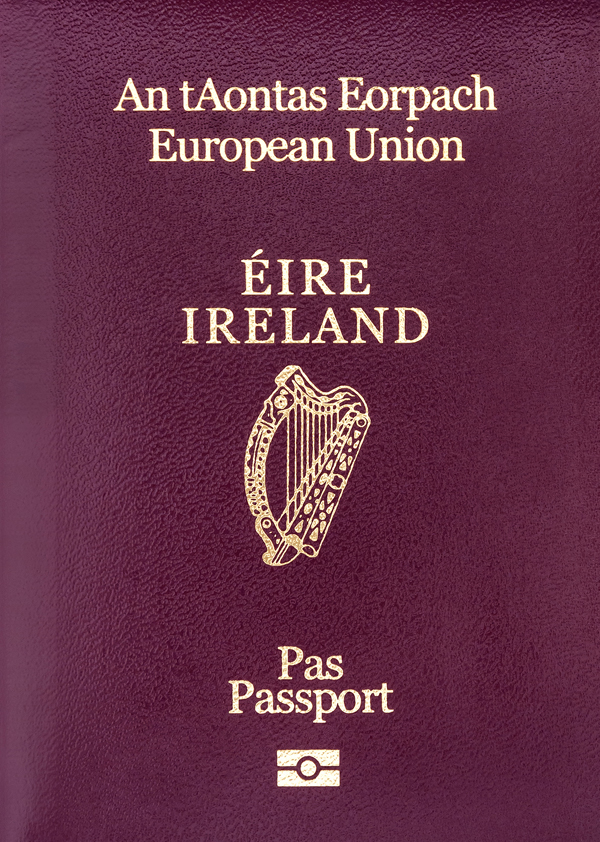
Irlandia
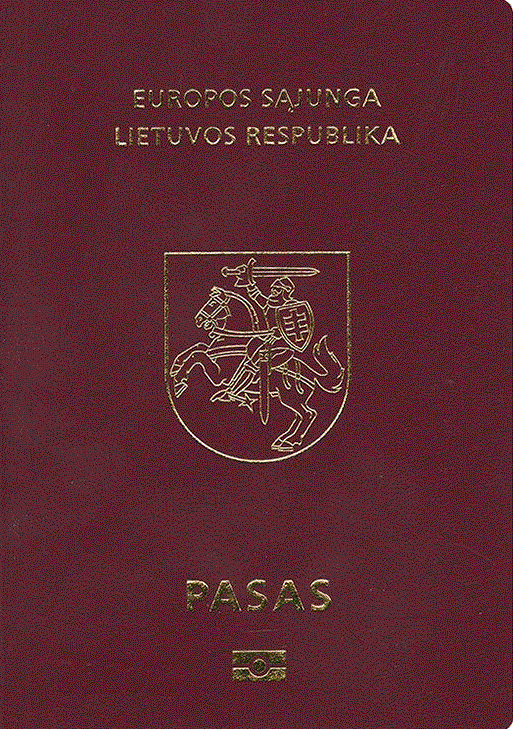
Litwa
Luksemburg
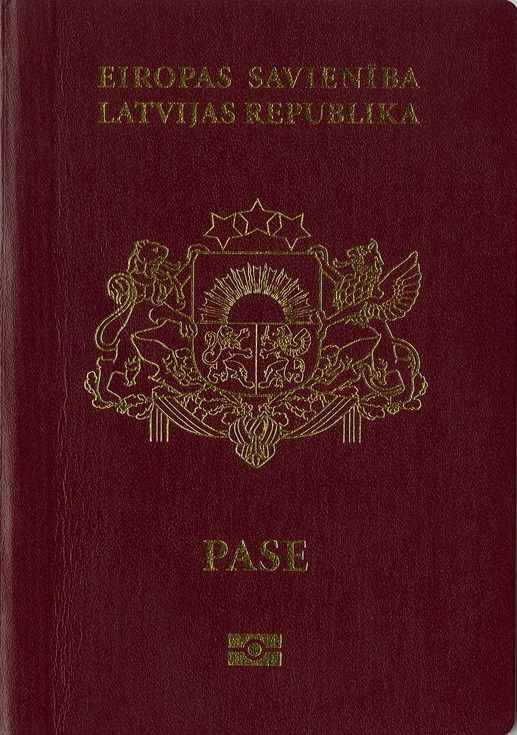
Łotwa
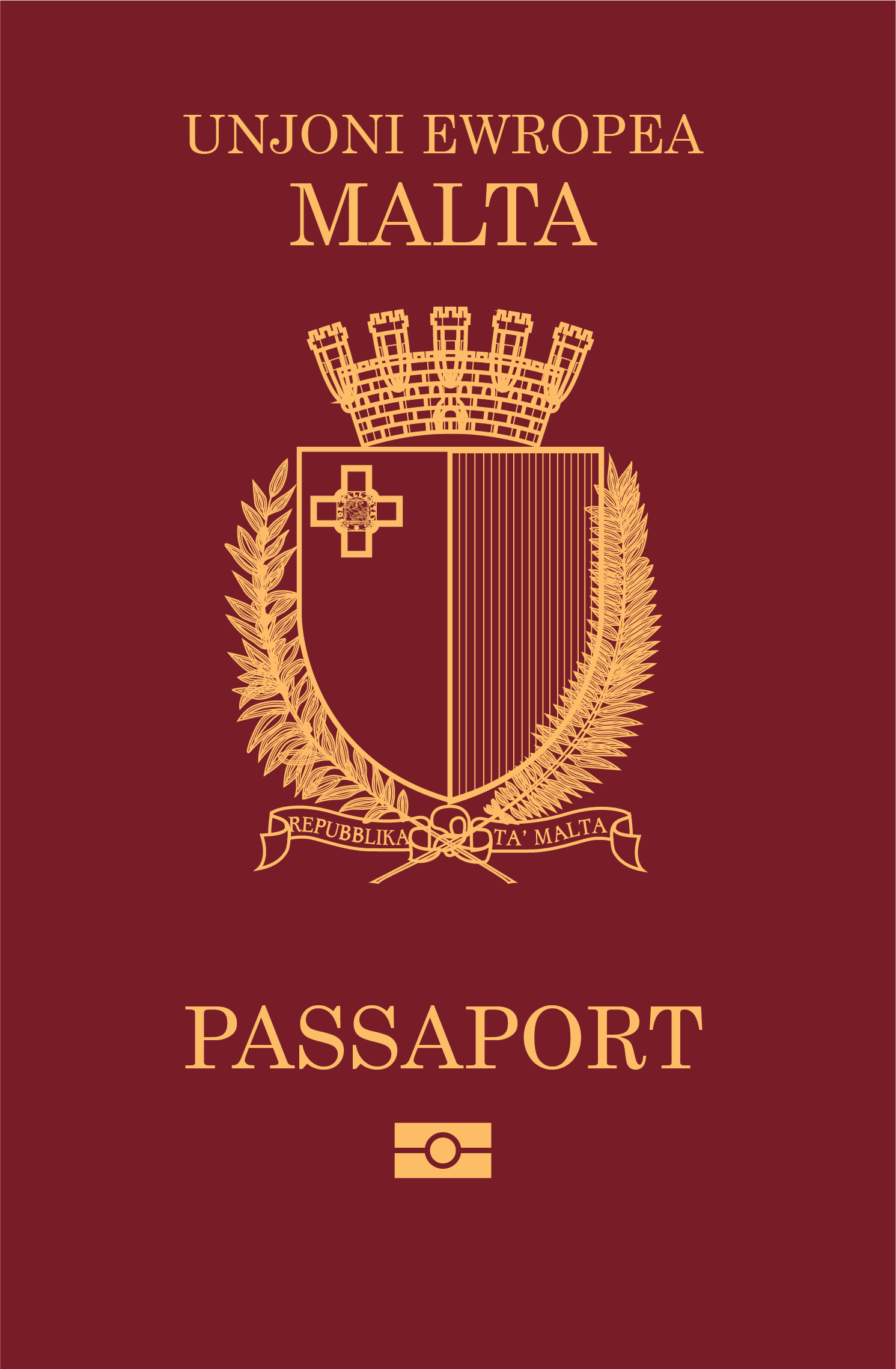
Malta
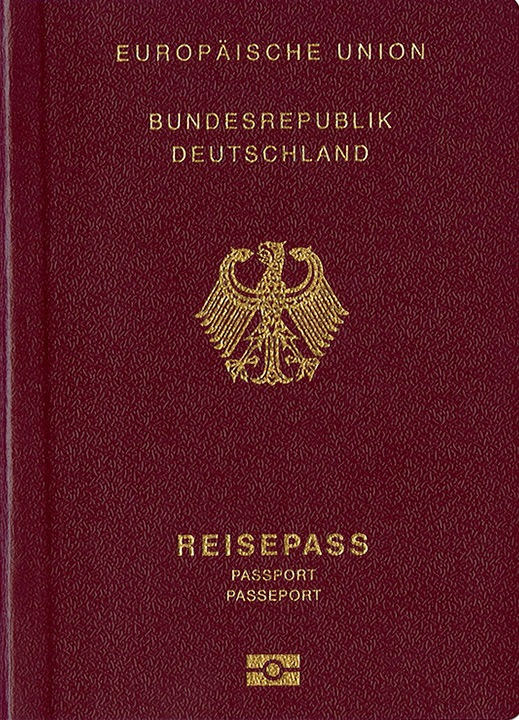
Niemcy
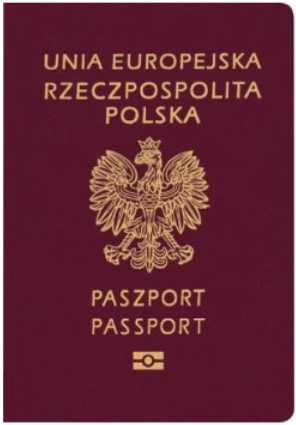
Polska
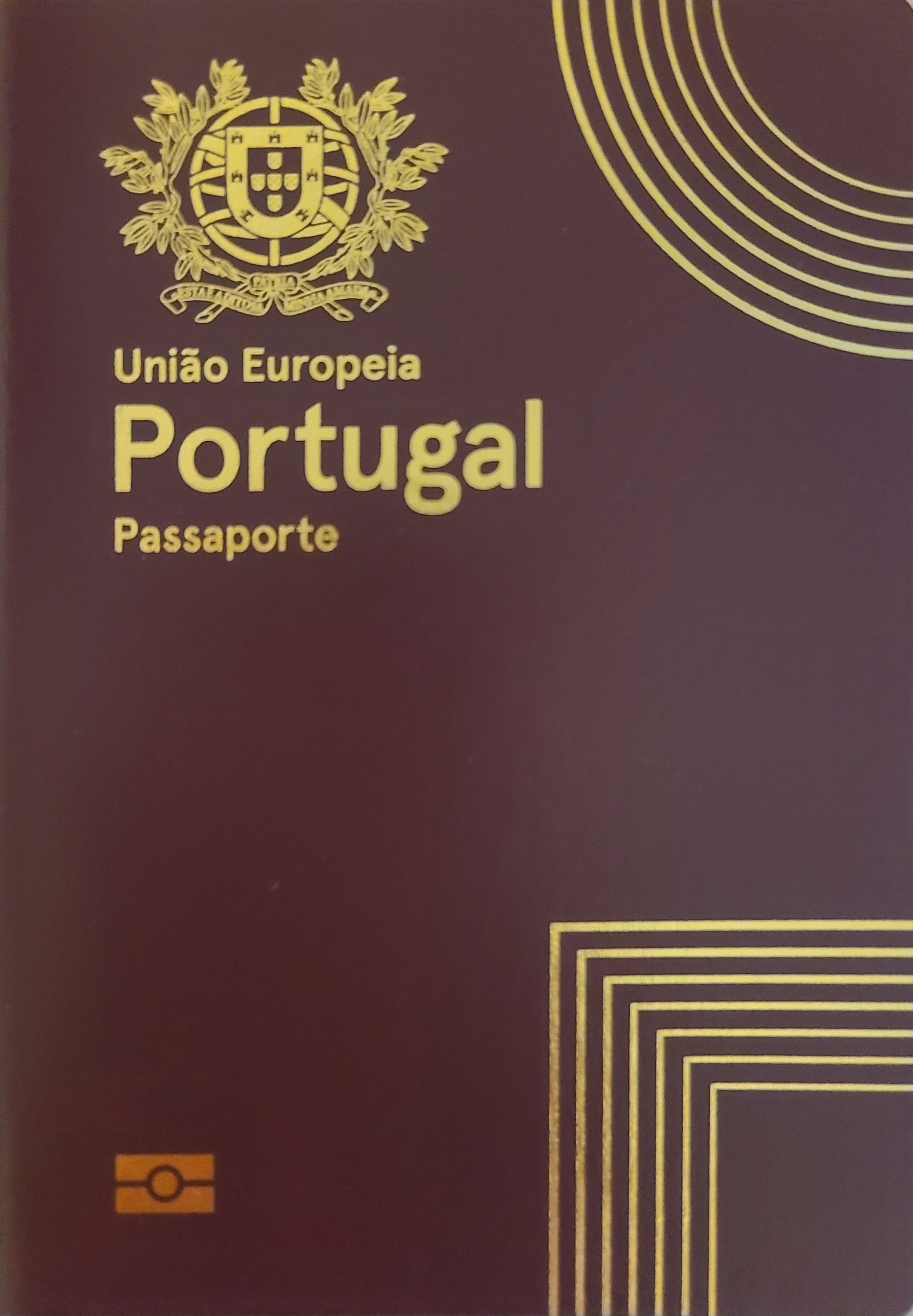
Portugalia
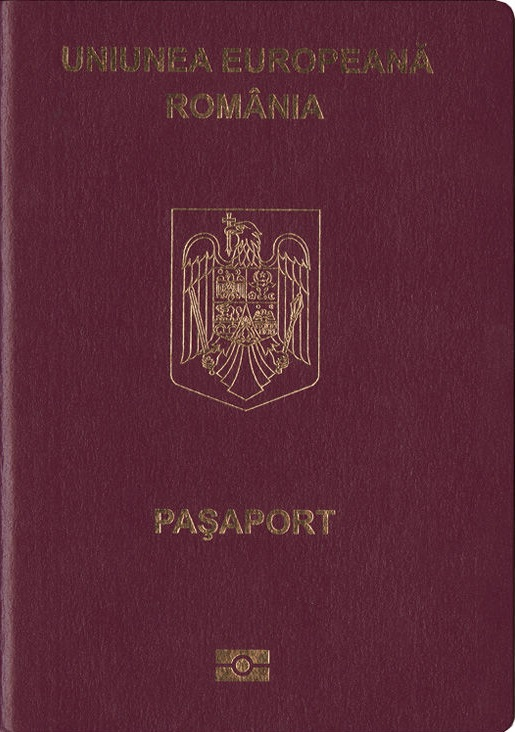
Rumunia
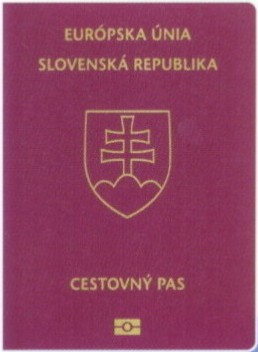
Słowacja
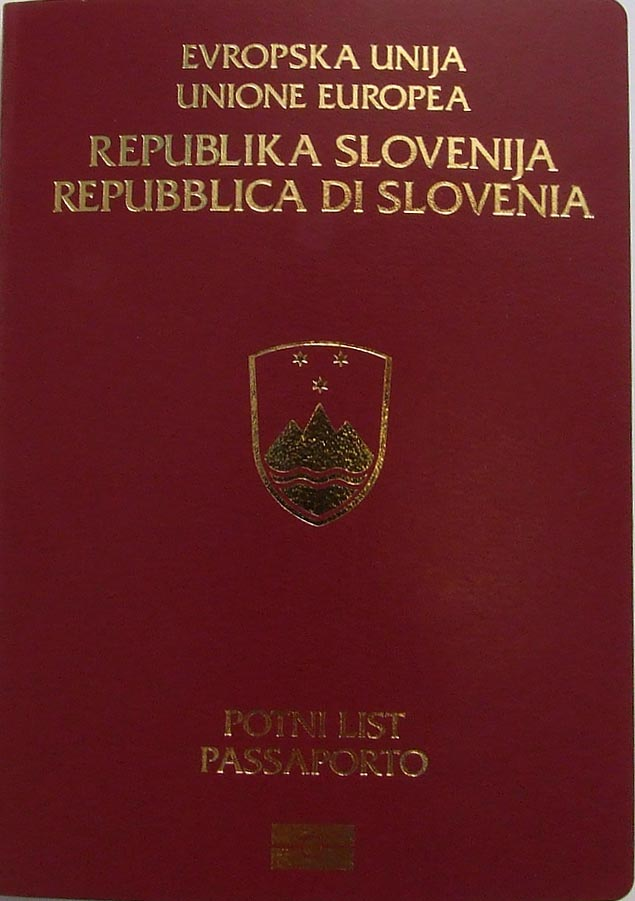
Słowenia
Szwecja
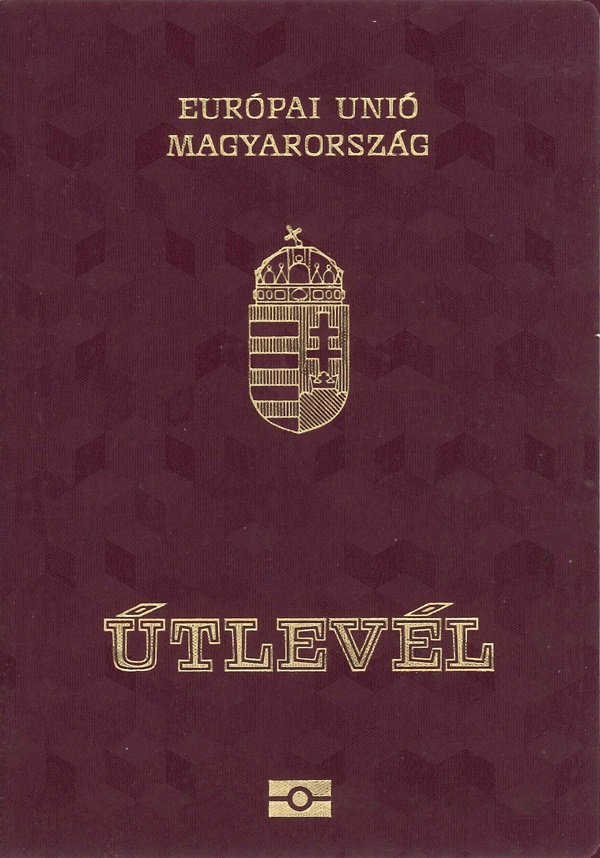
Węgry
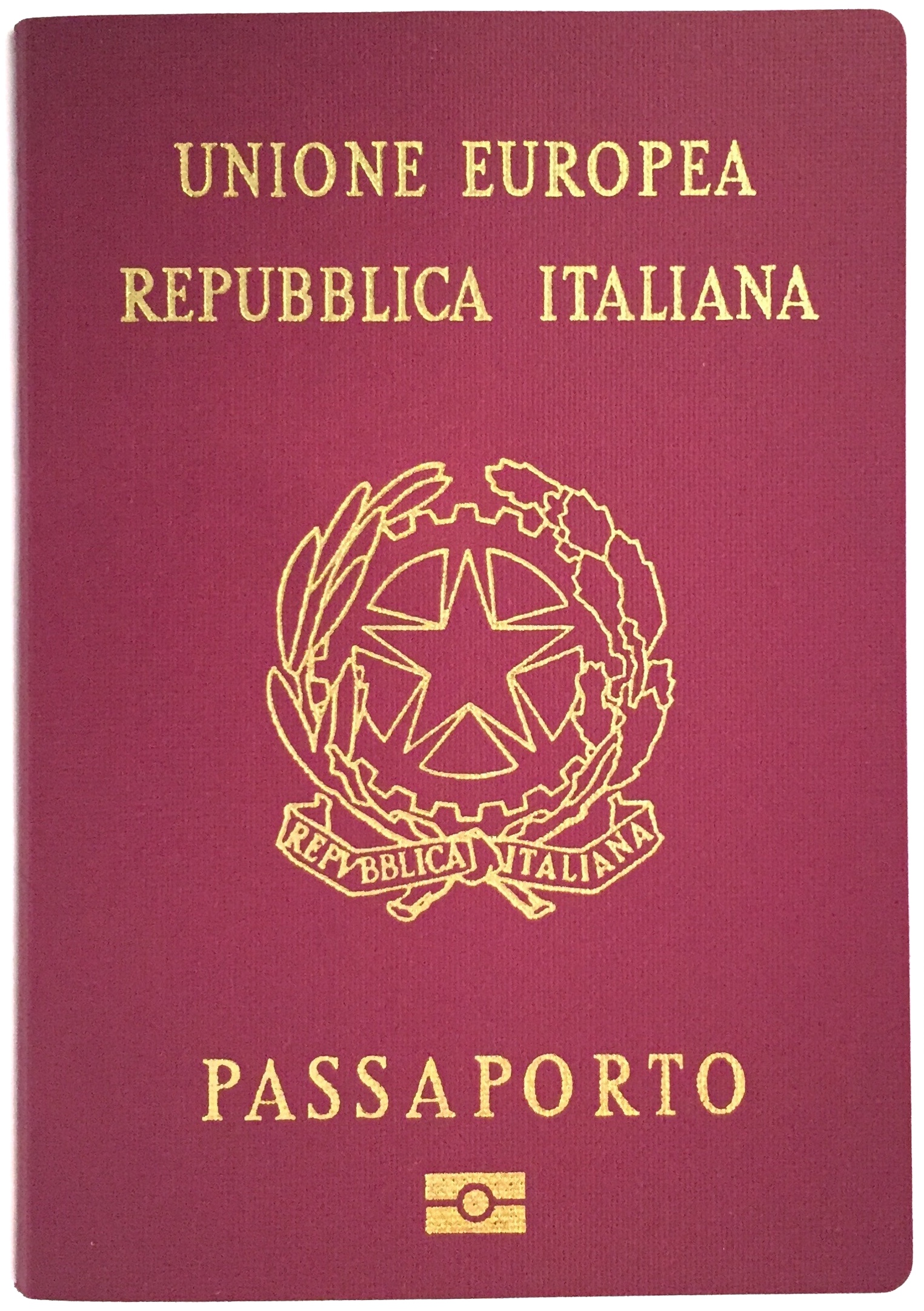
Włochy

### Paszporty byłych członków

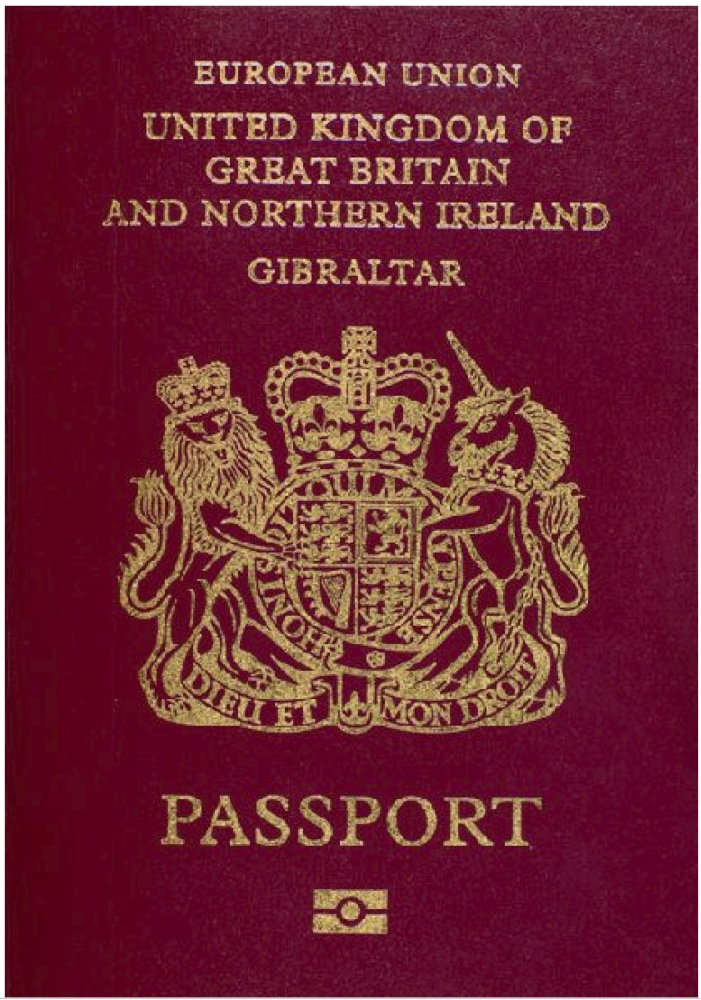
Gibraltar (część Wielkiej Brytanii)
Wielka Brytania